# Protinopalpa ferreoflava
Protinopalpa ferreoflava là một loài bướm đêm trong họ Crambidae.